# Tharrhalea superpicta
Tharrhalea superpicta là một loài nhện trong họ Thomisidae.
Loài này thuộc chi Tharrhalea. Tharrhalea superpicta được Eugène Simon miêu tả năm 1886.